# Heeresflugplatz Celle

i7
i11
i13
Der Flugplatz Celle „Immelmann-Kaserne“ (abgekürzt FlPl Celle, ICAO-Code: ETHC) ist ein Militärflugplatz des deutschen Heeres in Niedersachsen. Die in der Gemarkung der Stadt Celle gelegene Einrichtung wurde im Jahr 1934 eröffnet und befindet sich seither durchgängig in militärischer Nutzung. Während der Berliner Luftbrücke 1948/49 war der Flugplatz ein bedeutender Einsatzstützpunkt, von dem aus Kohle und Lebensmittel in den Westteil der abgeriegelten Großstadt geflogen wurden. Heute wird die Anlage von der Bundeswehr überwiegend für die Ausbildung beziehungsweise Übungen von luftbeweglicher Infanterie, der taktischen Aus- und Weiterbildung von Hubschrauberpiloten sowie getrennt davon der Grundausbildung von Unteroffizier- und Feldwebelanwärtern genutzt.
Bis zum Ende des Zweiten Weltkriegs lautete die Bezeichnung „Fliegerhorst Celle-Wietzenbruch“; während der alliierten Besatzung von 1945 bis 1957 war sein Name zunächst „Airfield B.118“, dann „RAF Station Celle“. Später erhielt er zusätzlich den Namen „Immelmann-Kaserne“. Da der Flugplatz vom Deutschen Heer betrieben wird, wird er umgangssprachlich auch als Heeresflugplatz Celle bezeichnet.

## Lage und Anfahrt

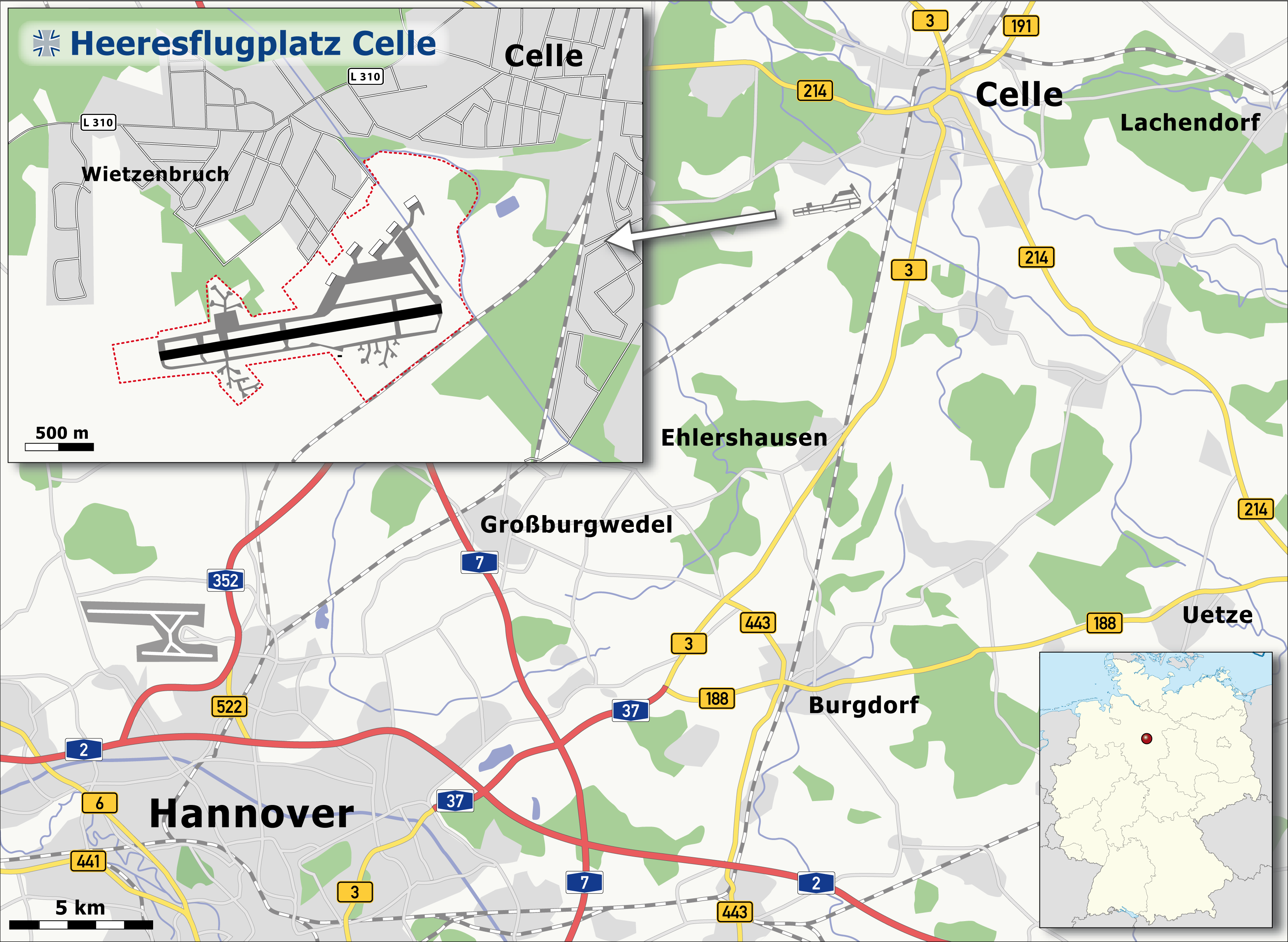
Lagekarte des Flugplatzes Celle

### Geographische Lage
Der Flugplatz Celle liegt 4,8 Kilometer südwestlich der Stadtmitte Celles und 31,2 Kilometer nordostwärts der Stadtmitte Hannovers. Im Westen schließt sich das Wietzenbruch an, ein moorähnliches Gebiet, das nach dem Fluss Wietze und dem umgebenden Bruchwald benannt ist. Das Gelände gab auch dem nördlich des Flugplatzes liegenden Stadtteil Wietzenbruch seinen Namen. Im Osten und Süden führt die Bahnstrecke Hannover–Hamburg vorbei. Der Mittelpunkt der Start- und Landebahn, der Bezugspunkt des Flugplatzes, liegt 39,3 Meter (129 Fuß) über Normalnull.

### Verkehrsanbindung
Der Flugplatz wird über eine Stichverbindung der Landesstraße 310 angefahren, die als Zubringer zu den Bundesautobahnen 7 und 352 dient. Neben den Autobahnen wird Celle und damit auch der Flugplatz überregional durch die Bundesstraßen 3, 191 und 214 erschlossen. Seit Dezember 2005 verfügt die Immelmann-Kaserne über eine „Kaserne“ benannte Haltestelle der städtischen Buslinie 13.

## Geschichte
Für Details über die ehemals stationierten Einheiten und Luftfahrzeugtypen siehe Hauptartikel Liste ehemaliger Einheiten und Luftfahrzeuge des Heeresflugplatzes Celle

### Vorgeschichte der Luftfahrt um Celle
1910 unternahm ein Privatmann namens Schlüter erste Flugversuche auf der Scheuener Heide im Randgebiet eines Stadtteils von Celle auf der nördlichen Allerseite. Zu diesen waren die Celler Bürger mittels Zeitungsannoncen als Zuschauer eingeladen. Bedeutung erlangte die Fliegerei um Celle jedoch erst, als sich die Kaiserliche Marine auf der Suche nach einem „Marine-Landeflugplatz“ für das Gelände bei Scheuen entschied. Der Flugplatz konnte am 3. Oktober 1918 fertiggestellt werden und fortan fand bis zum Kriegsende regelmäßiger Flugbetrieb statt. Durch die Piloten verbreitete sich die Nachricht vom Kieler Matrosenaufstand sehr schnell auch in Celle und am 7. November 1918 kam es – von Scheuen ausgehend – auch in Celle zum Aufstand.
Nach dem Kriegsende wurde der Flugplatz im Juni 1919 aufgegeben und weitere, nachweisbare Flüge fanden erst wieder ab Mitte der 1920er-Jahre statt. Jedoch erlangte das Gelände keine große Bedeutung mehr. Ab Mitte der 1930er erfuhr es als Außenlandeplatz des Fliegerhorstes Celle-Wietzenbruch erneut eine fliegerische Nutzung.
Das ehemalige Flugfeld umfasst heute teilweise das zivile Segelfluggelände Scheuen.

### Wehrmacht 1933 bis 1945

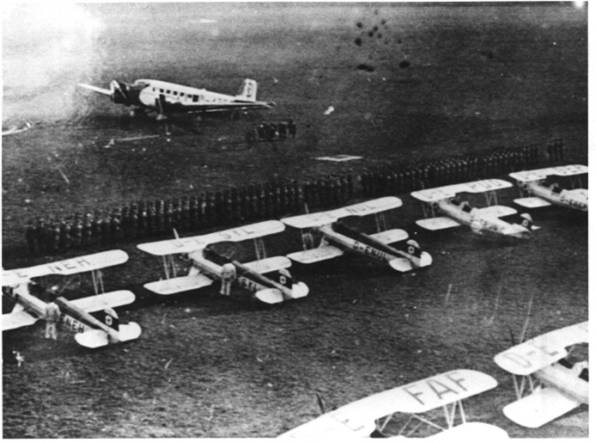
Paradeaufstellung der Fliegerschule mit Junkers Ju 52, Focke-Wulf Fw 44 und Heinkel He 72, 1934

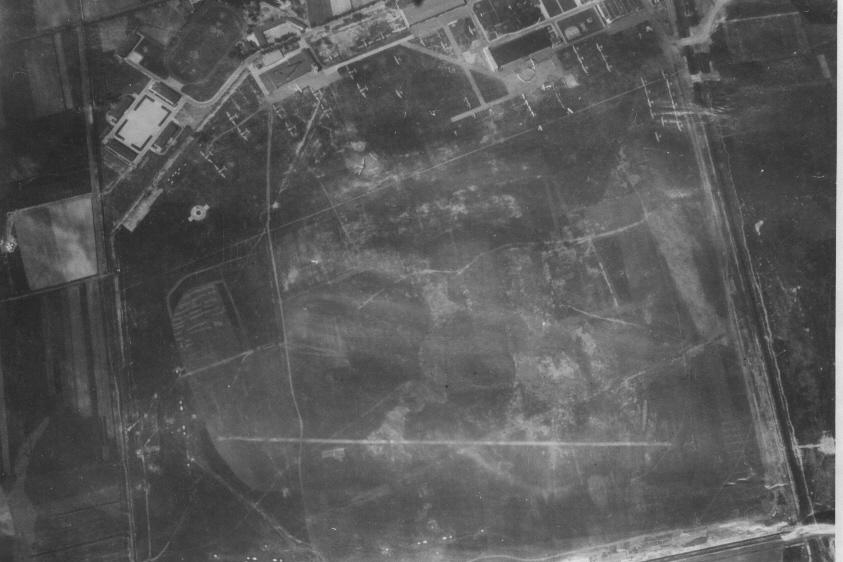
Fliegerhorst Celle-Wietzenbruch, 1935

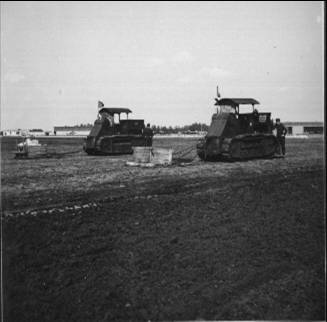
Das Flugfeld wird 1937 zwei Spaten tief mit Bitumen vermischt

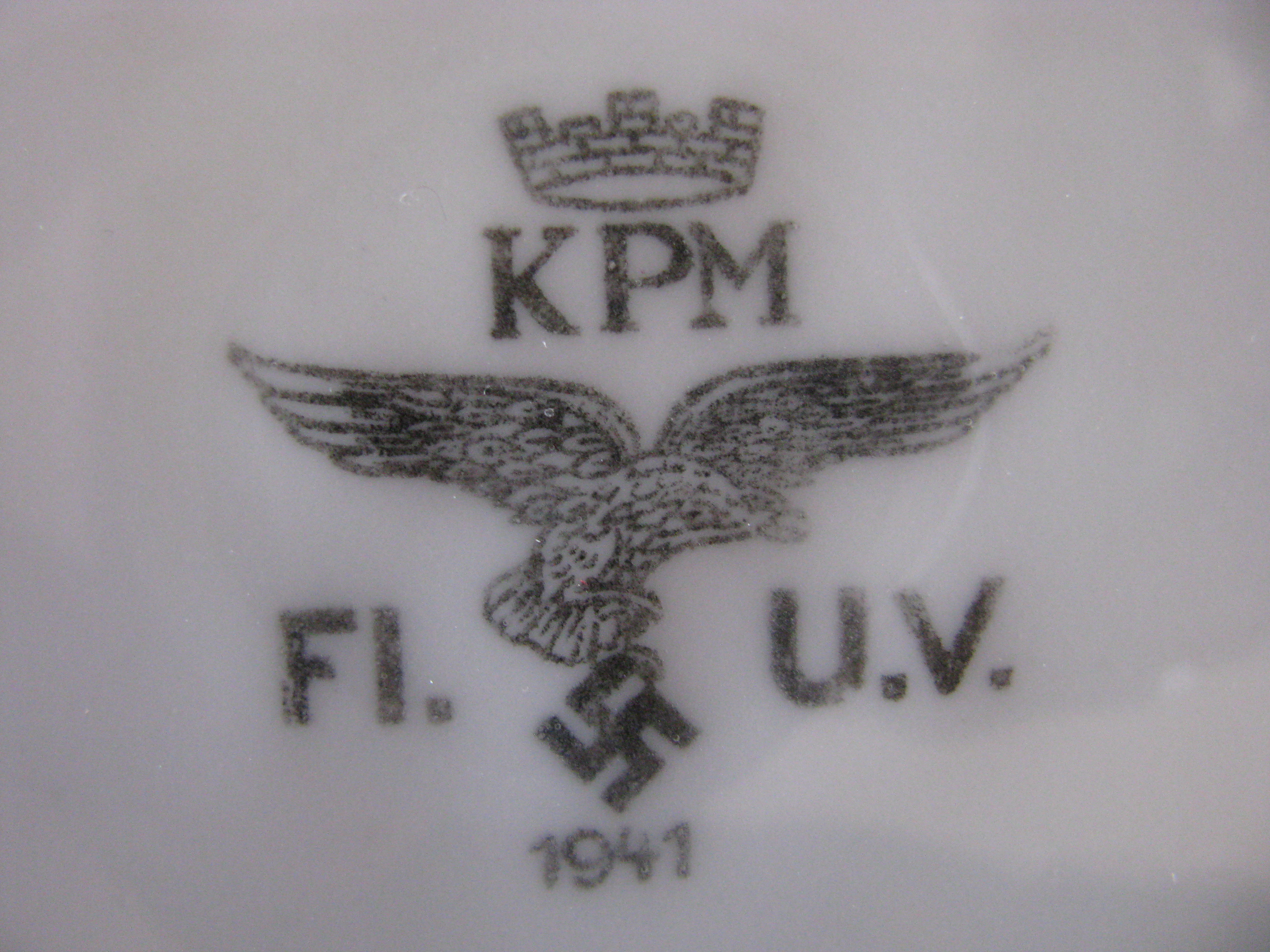
Bodenmarke der KPM unter einer Servierplatte des Fliegerhorstes Wietzenbruch von 1941

Da dem Deutschen Reich nach dem Ersten Weltkrieg durch den Versailler Vertrag eine eigene Luftwaffe verboten war, bedienten sich die regierenden Nationalsozialisten der Tarnung des Deutschen Luftsportverbandes (DLV), um die Aufrüstung einer Luftstreitmacht voranzutreiben. So wurde – wie an vielen Orten Deutschlands – im Bereich um Celle nach einer geeigneten Stelle für einen Fliegerhorst gesucht. Die Wahl fiel auf ein Gelände bei Wietzenbruch. Dort sollte nach offizieller Angabe einer der Sitze der „Deutschen Verkehrs-Fliegerschule GmbH“ (DVS) entstehen. Die exakte Begründung für diese Standortwahl ist nicht überliefert. Die architektonische Leitung lag bei Ernst Sagebiel, der zur damaligen Zeit deutschlandweit tonangebend für den Bau von Fliegerhorsten war.
Mit der Vertiefung des Fuhsekanals im Osten und des Adamsgrabens im Westen begannen die umfassenden Arbeiten zur Einebnung und Trockenlegung des morastigen Geländes. Zeitgleich entstanden die ersten Gebäude, so dass 1934 die geplante Fliegerschule einziehen konnte.
Der nachgiebige, moorige Untergrund musste wenig später zwei Spaten tief mit Bitumen vermengt werden, um ein Einsinken der Luftfahrzeuge zu verhindern. Bedingt durch das Bitumen-Gras-Gemisch konnte das Oberflächenwasser nur schlecht abfließen, so dass regelmäßig große Wasserflächen auf dem Flugfeld entstanden. Aufgrund des federnden Untergrundes erhielt das Flugfeld von den Piloten den Namen „Gummiwiese“.
Am 9. März 1935 wurde mit einer Rede Hermann Görings die Tarnung durch den DLV deutschlandweit aufgegeben und die Luftwaffe trat auf dem Fliegerhorst offiziell als Hausherr auf, die Beschäftigten gaben sich offen als Soldaten zu erkennen und trugen die Uniformen der Wehrmacht.
Im weiteren Verlauf stationierte die Reichsluftwaffe immer größere Flugzeuge auf dem Fliegerhorst; der Ausbildungsbetrieb umfasste schließlich nahezu alle gängigen deutschen, militärischen Luftfahrzeugtypen der Zeit.
Der Schulbetrieb erforderte aufgrund seines Umfanges Außenlandeplätze bei den nahe gelegenen Orten Hustedt, Scheuen und Dedelstorf. 1937 musste aus Kapazitätsgründen die Blindflugausbildung (Vorläufer des Instrumentenfluges) auf den etwa 35 Kilometer weiter ostwärts gelegenen Fliegerhorst Wesendorf ausgelagert werden.
Nach dem Kriegsbeginn erfolgte die Verlegung der Flugschule zum Flughafen Leipzig-Mockau. Von November bis Dezember 1939 lag hier die I. Gruppe des Sturzkampfgeschwaders 77 mit ihren Junkers Ju 87B. Im März 1940 starteten von hier aus die Heinkel He 111P der II. und III. Gruppe des Kampfgeschwaders 54. Aber schon im April wurden sie verlegt. Erst ab Mai 1943 lagen hier wieder reguläre Verbände, als hier nacheinander Teile der Transportgeschwader 1, 2 und 4 mit der Junkers Ju 52 stationiert waren. Nachdem im März 1944 die letzten Transportflieger abgezogen waren, kam ab Juli 1944 die I. Gruppe des Kampfgeschwaders 40 mit der Heinkel He 177 auf den Platz und blieb bis August. In den letzten Monaten des Krieges, ab März 1945, flog noch die II. Gruppe des Jagdgeschwaders 26 mit ihren Focke-Wulf Fw 190D von hier aus letzte Einsätze.
Ab dem Frühjahr 1944 unterstand der Flugplatz bis Kriegsende der Fliegerhorstkommandantur in Wesendorf.

#### Kampfhandlungen
Ab dem Jahr 1944 erfolgte in einer Flugzeughalle zeitweise die Endfertigung der Junkers Ju 88, dennoch blieb Celle-Wietzenbruch für die Kriegshandlungen insgesamt von untergeordneter Bedeutung. Daher und aufgrund eines geschickten Tarnanstrichs der Flugzeughallen war der Platz nur selten Ziel alliierter Luftangriffe. Dokumentiert sind Angriffe mit Bordwaffen alliierter Kampfflugzeuge am 8. April 1944 und ein Jahr später am 9. oder 10. April 1945.
Dabei wurde im Jahr 1944 nach Angaben der Angreifer eine Junkers Ju 52/3m zerstört sowie eine Messerschmitt Bf 109, drei Focke-Wulf Fw 190 und eine Ju 88 beschädigt. Deutsche Zeitzeugen berichteten hingegen, dass bei diesem Angriff ein US-amerikanischer Jagdpilot so lange die Flugzeughalle V angriff, bis sich die platzeigene Flugabwehr auf den Flieger eingestellt hätte und den Piloten „zum Aussteigen zwang“.
Nach alliierten Angaben seien bei einem Angriff mit 40 Kampfflugzeugen am 10. April 1945 insgesamt zwölf Savoia-Marchetti SM.83, zwei Heinkel He 111 und drei nicht näher bezeichnete Schulungsluftfahrzeuge zerstört worden. Deutschen Angaben zufolge erfolgte dieser Angriff bereits am 9. April 1945 und erzielte keine Wirkung mehr, da die Angehörigen der letzten auf dem Fliegerhorst stationierten Einheit der Wehrmacht, der Flugzeugführerschule A/B 6, die verbliebenen Luftfahrzeuge gesprengt und anschließend die Kaserne verlassen hätten.
Das Gelände wurde am 11. April 1945 von einem zurückbeorderten Oberfeldwebel kampflos und nahezu unbeschädigt an die britischen Streitkräfte übergeben.

### Alliierte Streitkräfte 1945 bis 1957

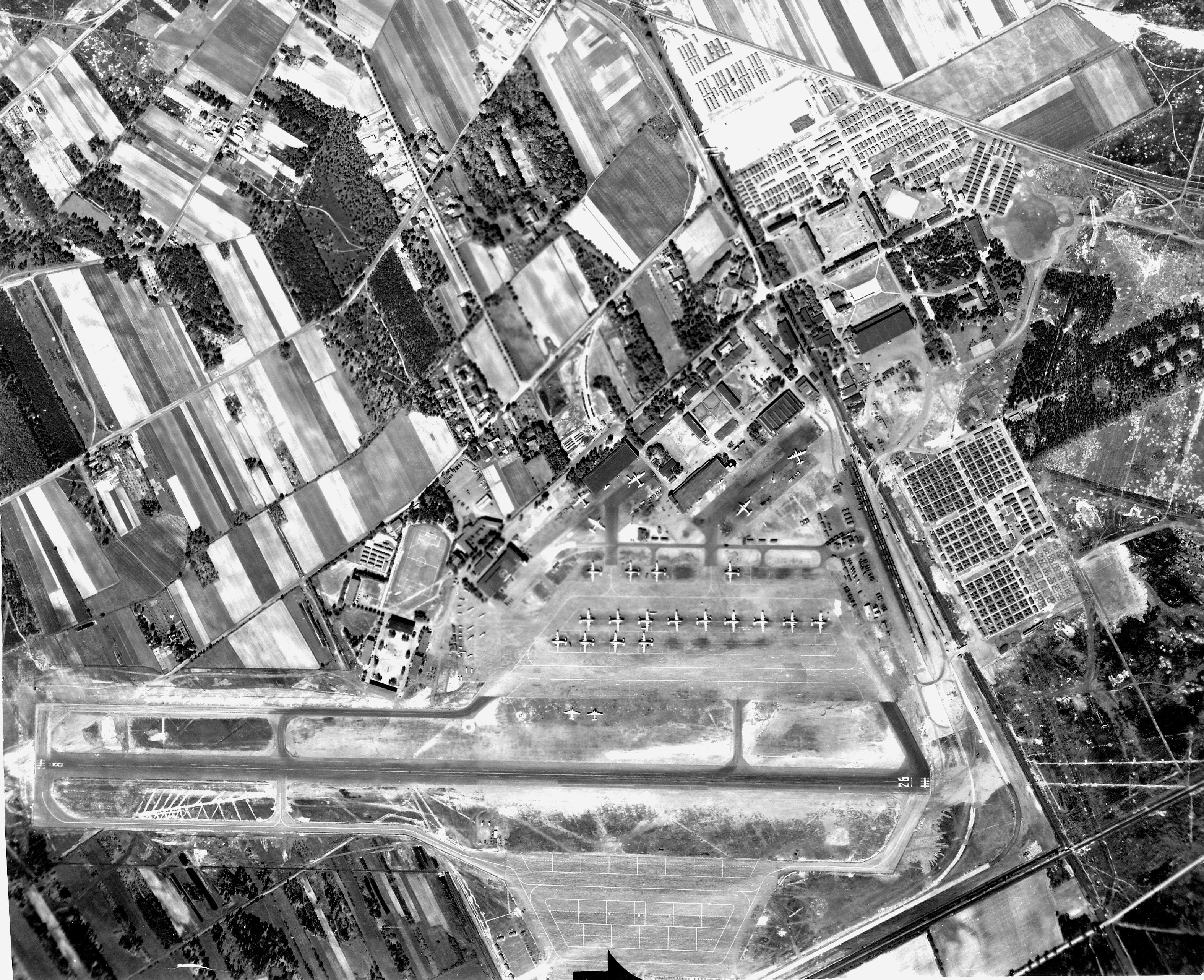
RAF Station Celle, 1949

Die British Air Force of Occupation zog auf dem Platz ein, den die Alliierten zunächst als Airfield B.118 bezeichneten, später wurde daraus die RAF Station Celle.
Bereits kurz nach der Einnahme verlegte die britische Luftwaffe metallene Lochplatten auf dem Flugfeld um dieses tragfähig für größere Flugzeuge zu machen. Nach anfänglichen Verbindungsflügen nach Großbritannien und Überwachungsflügen entlang der Luftkorridore nach Berlin sank die Zahl der Flugbewegungen schnell wieder und der Platz blieb von nachrangiger Bedeutung.
Ab Ende Mai 1945 lag hier mit einer dreimonatigen Unterbrechung im Sommer 1945 eine Staffel Spitfire PRXI/PR19 Fotoaufklärer der BAFO, die 2. Squadron. Sie war Ende 1946 zunächst die letztverbliebene Spitfire-Staffel auf deutschem Boden und verlegte Mitte April 1947 nach RAF Wunstorf.
1947 fand gar kein Flugbetrieb mehr statt und die Luftfahrzeughallen dienten als Abstellflächen für Möbel und Panzer.

#### Berliner Luftbrücke

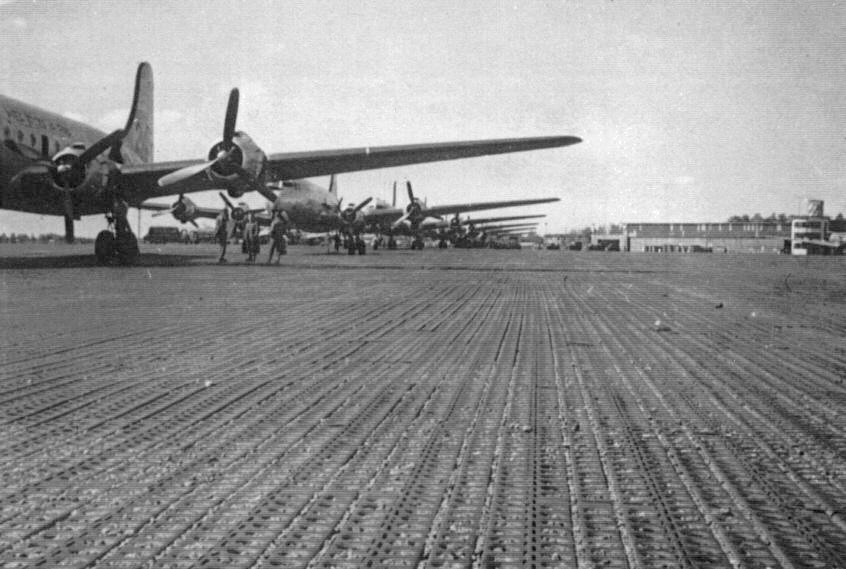
Douglas C-54 Skymaster auf der Abstellfläche aufgereiht und für den Flug nach Berlin vorbereitet, 1949

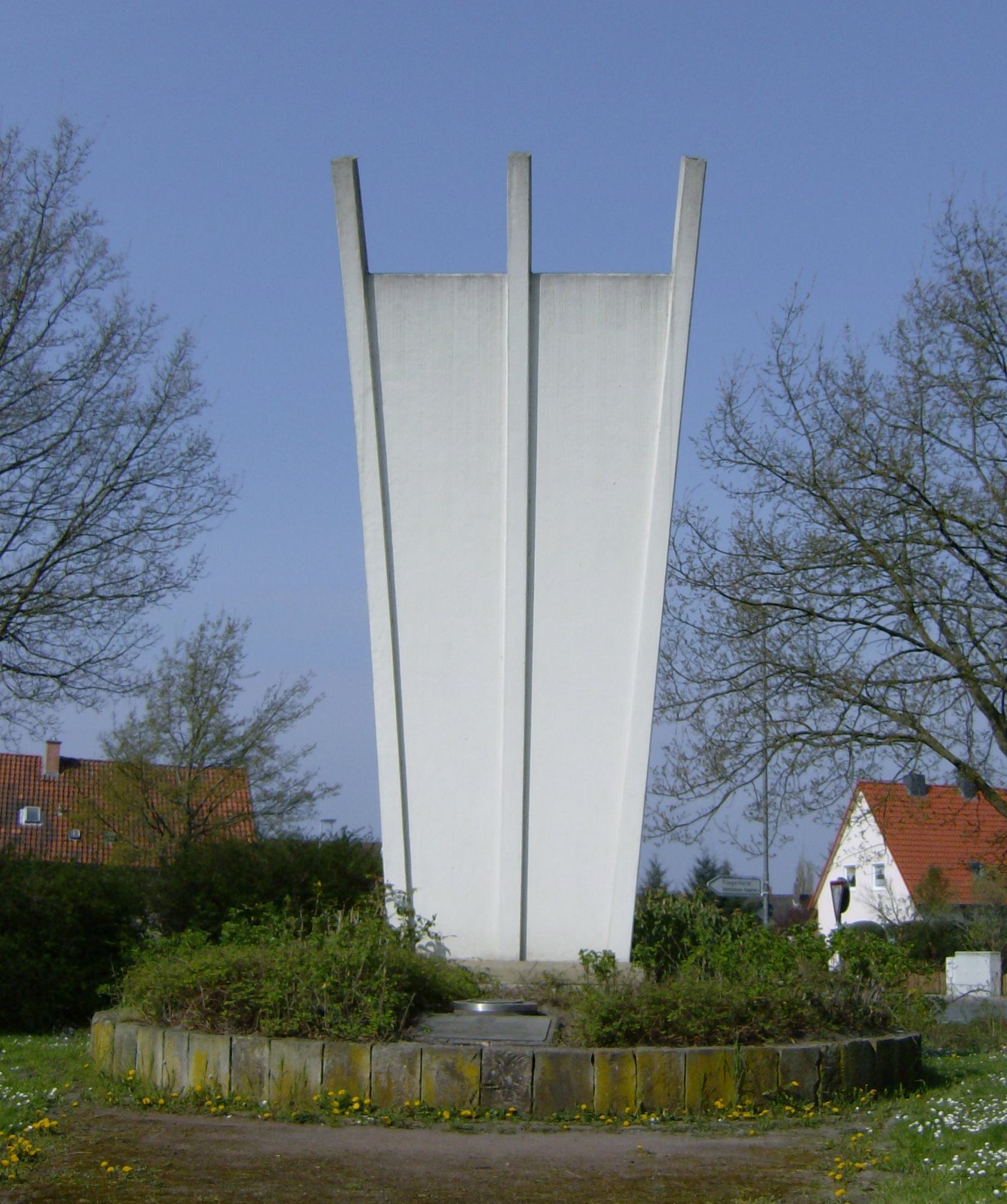
Das Luftbrückendenkmal beim Flugplatz Celle, 2008

Mit dem Beginn der Berliner Luftbrücke im Juni 1948 änderte sich dies schlagartig. Die Alliierten benötigten dringend weitere Flugplätze und Celle bot eine strategisch günstige Lage: kürzeste Distanz nach Berlin und direkt am mittleren Luftkorridor gelegen. Im Gegensatz zu den meisten anderen Standorten der Luftbrücke wurde RAF Station Celle jedoch nicht vollständig in US-amerikanische Verwaltung übergeben. Die britische Luftwaffe blieb mit einem kleinen Kontingent Soldaten vor Ort und behielt das Oberkommando.
Neben Faßberg und Wunstorf war der Fliegerhorst Celle der dritte Einsatzflughafen der Region. Für die Durchführung der Versorgungsflüge des 317th Troop Carrier Wing der US Air Force mit Douglas C-54 Skymaster, bei denen zunächst überwiegend Kohle nach Berlin geflogen wurde, musste der Flugplatz stark ausgebaut werden. Er erhielt unter anderem einen Gleisanschluss mit ungewöhnlich langer Verladerampe (etwa 300 Meter) und direkter Anbindung zum Flugfeld sowie nun erstmals eine befestigte Start- und Landebahn aus Teer und Makadam sowie weitläufige Abstellflächen nördlich und südlich der Piste.
Waren es zu Beginn der Luftbrücke noch etwa 600 Tonnen Fracht insgesamt, wurden im Frühjahr 1949 täglich 1000 Tonnen Kohle sowie 1000 Tonnen Lebensmittel transportiert. Somit entwickelte sich RAF Station Celle nach RAF Station Faßberg zum Platz mit dem zweithöchsten Warenumschlag überhaupt. Zu dieser Zeit wurde die Hälfte aller Güter zur Versorgung Berlins von diesen beiden Plätzen aus zu der eingeschlossenen Bevölkerung geflogen. 5000 deutsche Arbeitskräfte unterstützten die Arbeiten auf dem Fliegerhorst. Für sie und die Soldaten wurden nördlich der Kaserne großflächig Nissenhütten zur Unterbringung errichtet.
Die Celler Bevölkerung erregte sich derweil über die „Veronikas“ genannten Frauen die, von den gut bezahlten Soldaten angelockt, mehr oder minder offen Liebschaften mit US-Amerikanern suchten. Ein öffentlicher Aufruf der Stadt Celle prangerte „Frauen und Mädchen [an, die] durch ihr Verhalten … Aergernis und Entrüstung“ in der bürgerlichen Bevölkerung hervorriefen. Das öffentliche Entsetzen und die wiederkehrenden Aufrufe zur Sittlichkeit durch städtische Mandatsträger in der lokalen und regionalen Presse wurden schließlich bundesweit bekannt. So befassten sich die Stuttgarter Nachrichten am 14. Februar 1949 in einem halbseitigen Artikel mit „Celle – eine entrüstete Stadt“.
Von der Zeit der Luftbrücke zeugt heute noch das Luftbrückendenkmal, das – in etwas kleinerer Form als in Berlin und Frankfurt am Main – an der Zufahrtsstraße zum Fliegerhorst steht und zudem das Stadtteilwappen Wietzenbruchs ziert.
Nach dem Ende der Luftbrücke wurde das Gelände wieder ausschließlich von den britischen Luftstreitkräften genutzt, die zunächst mit De Havilland DH.98 Mosquito ausgerüstet war. Nach Ausbruch des Koreakrieges im Jahr 1950 begann eine Aufrüstung der RAF Second Tactical Air Force, aus der später die RAF Germany entstand. Für die RAF Station Celle bedeutete dies eine Modernisierung durch Zulauf von Vampires, den ersten Strahlflugzeugen, die auf dem Platz stationiert waren. Im Januar 1954 rüsteten die beiden Vampire-Staffeln des 139. Wing (Geschwader) auf deren Nachfolger Venom um.
Die infrastrukturelle Fähigkeit zum schnellen Aufbau einer erneuten Luftbrücke nach Berlin wurde bis zur deutschen Wiedervereinigung aufrechterhalten und konsequent weiter ausgebaut. Unter anderem wurde die Start- und Landebahn in den 1960er-Jahren erst verlängert und später komplett erneuert. Für die Piste 26 wurde ein Instrumentenlandesystem installiert und es erfolgte der Bau einer umfassenden Beleuchtung für die Verladerampe noch Ende der 1980er-Jahre, kurz vor dem Fall der Berliner Mauer.
Da eine neuerliche Luftbrücke nach Berlin eine innere Angelegenheit des Staates gewesen wäre, die Bundeswehr jedoch nur im erklärten Verteidigungsfall im Inland tätig werden darf, trug das Bundesministerium des Innern die Kosten für den Unterhalt und die Erweiterung der Anlagen.

### Bundeswehr seit 1957

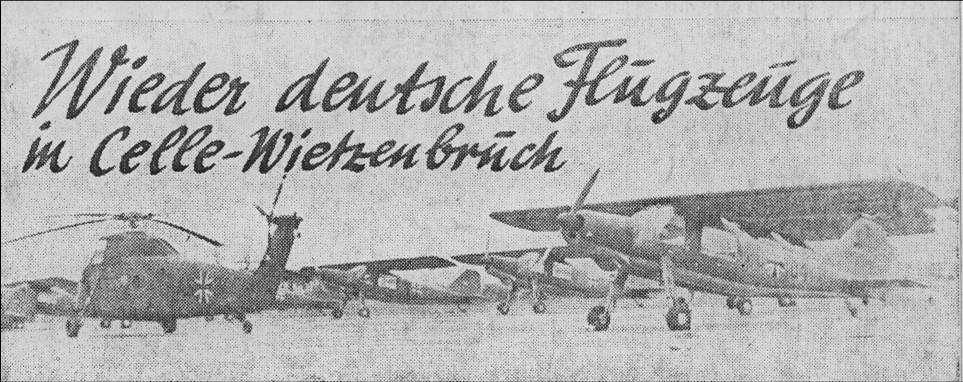
Titelbild der Hannoverschen Presse vom 30. November 1957

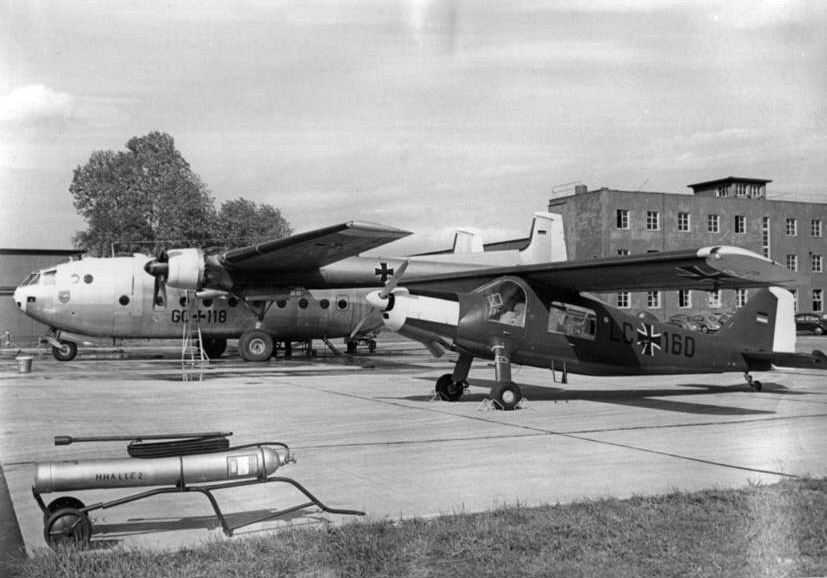
Nord Noratlas und Dornier Do-27 des LTG 62 auf dem Hallenvorfeld Halle II, um 1960

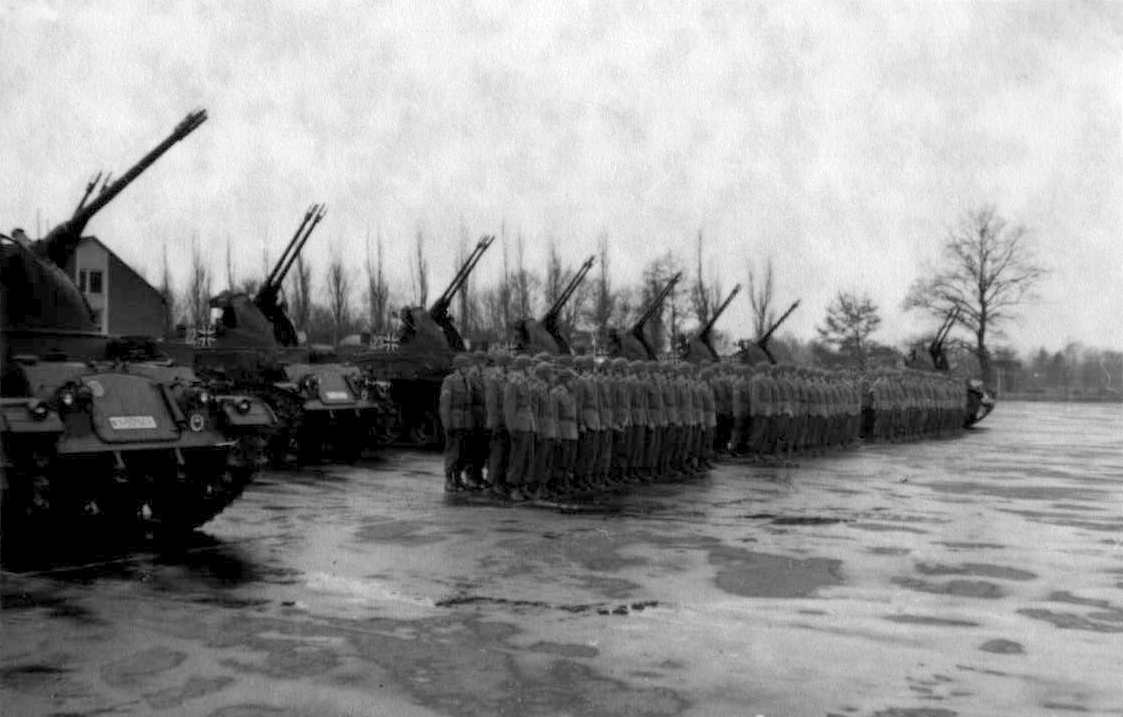
FlaBttr 30 ist vor ihren Flugabwehrkanonenpanzern Typ M 42 angetreten, um 1960

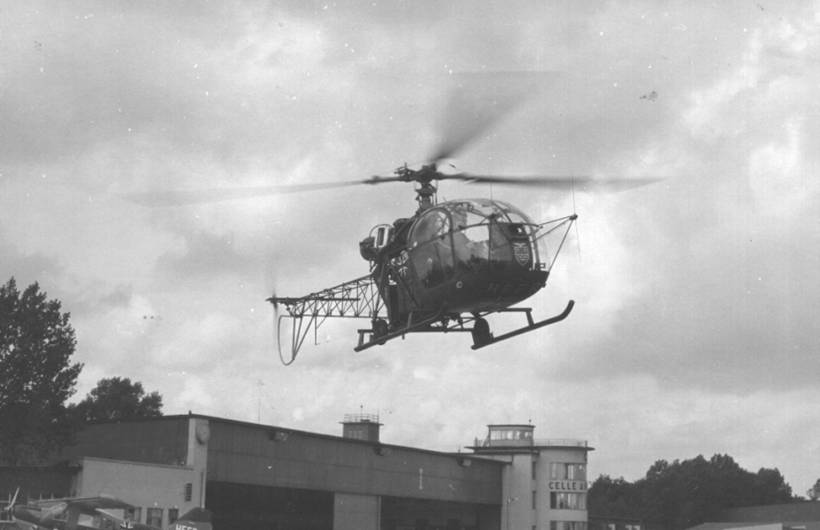
Eine Alouette II schwebt vor der Halle I, Ende der 1960er. Dieser Hubschraubertyp prägte zusammen mit der Bölkow Bo-105 PAH jahrzehntelang das Bild des Heeresflugplatzes.

Ein Jahr nach der Aufstellung der Bundeswehr übergaben die Briten am 29. November 1957 den Flugplatz an die deutschen Heeresflieger. Damit wurde Celle nach Niedermendig und neben Fritzlar einer der ersten Standorte der damals jüngsten Truppengattung des deutschen Heeres, die im Laufe der Jahre verschiedene fliegende Einheiten und Verbände in Celle stationierte.
Als Besonderheit waren von 1959 bis 1967 mit zwei Lufttransportgeschwadern auch Luftwaffeneinheiten in Celle stationiert. Somit ergab sich, bis in die 1990er-Jahre einmalig in der Bundeswehr, ein dauerhaft gemischt genutzter Fliegerhorst von Heer und Luftwaffe. Das Lufttransportgeschwader 62 verlegte jedoch bereits 1960 nach Köln und später weiter nach Wunstorf. Das in Celle 1961 aufgestellte Lufttransportgeschwader 63 wurde im Jahr 1967 nach Hohn bei Rendsburg verlegt, wo es auch heute noch stationiert ist.
Im Herbst 1961 wurde auf dem Fliegerhorst Celle eine kleinere Einheit der Nationalgarde der Vereinigten Staaten stationiert, die hier aufgrund der Spannungen nach dem Berliner Mauerbau zum Einsatz bei einer eventuellen Neuauflage der Berliner Luftbrücke in Reserve gehalten wurde.
Nach der Verlegung der Transportgeschwader stationierte die Luftwaffe keine fliegenden Verbände mehr in Celle. Dennoch stellte weiterhin eine gemischte Einheit aus Heer und Luftwaffe die Flugsicherungsdienste. In Celle bestand neben der stationären auch eine mobile Flugsicherungseinheit, die unter anderem mit einem mobilen Tower ausgerüstet war und damit beispielsweise sogenannte Autobahn-Notlandeplätze betreiben konnte.
Weiterhin leistete von 1959 bis 1966 eine mit mobilem Radar ausgestattete US-amerikanische Luftwaffeneinheit auf dem Fliegerhorst Dienst. Diese Einheit leitete Marschflugkörper vom Typ TM-61C (MGM-1 Matador), indem sie sich nach deren Start per Funk mit der Steuereinheit verband und so die Rakete ins Ziel lenken konnte. Da sie für die lückenlose Abdeckung des Luftraumes insbesondere in Richtung Osten jedoch nicht unbedingt notwendig war, ist die Einheit aus Kostengründen wieder aufgelöst worden.
Von 1963 bis 1981 befand sich auf dem Flugplatz Celle eine Versuchsstaffel, die Erprobungen mit Drohnen und neu einzuführenden Hubschraubertypen wie beispielsweise der Bölkow Bo-105 in der Version als Panzerabwehrhubschrauber durchführte.
Die Einheit mit der längsten Stationierungszeit in Celle war die Heeresfliegerstaffel 7, zuverlegt im Jahr 1961 vom Flugplatz Rheine. Sie ist 1968 zum Bataillon aufgewertet und nach drei Jahren wieder zu einer Staffel zurückgestuft worden. 1979 erfolgte die Umbenennung in Heeresfliegerstaffel 1. Die mit dem Verbindungs- und Beobachtungshubschrauber Alouette II ausgerüstete Einheit wurde 1994 aufgelöst.
Am 28. Juli 1967 erhielt die Einrichtung im Rahmen einer feierlichen Zeremonie den zusätzlichen Namen „Immelmann-Kaserne“ in Erinnerung an den deutschen Piloten Max Immelmann. Das Fliegerass fiel während des Ersten Weltkrieges am 18. Juni 1916.
Anfang der 1970er-Jahre wurde die Truppengattung der Heeresflieger personell massiv aufgestockt. 1971 wurde mit dem Heeresfliegerregiment 10, ausgerüstet mit Bell UH-1D, erstmals ein Verband von Regimentsgröße in Celle geschaffen. Im Jahr 1979 wurde ein zweites Regiment, das mit Panzerabwehrhubschraubern ausgestattete Heeresfliegerregiment 16 aufgestellt.
Da der Fliegerhorst nicht den Platz für zwei Regimenter bietet, war von Anfang an geplant, eines der beiden auf den Flugplatz Faßberg zu verlegen. Die endgültige Entscheidung führte im Jahr 1981 entgegen der ersten Absicht zur Verlegung des Heeresfliegerregiments 10 nach Faßberg. Dessen Regimentswappen zeigt noch heute das stilisierte Celler Schloss.
Nach dem Ende des Kalten Krieges wurde im Jahr 1991 die Fähigkeit zum Instrumentenflug in Celle ebenso wie die Notlandeplätze auf Bundesautobahnen aufgegeben und daher die Flugsicherung entsprechend reduziert. Das Instrumentenlandesystem, die Anflugkontrollstelle (Radar) sowie die bis dahin vorhandenen Ausstattungsmerkmale zum schnellen Aufbau einer erneuten Luftbrücke nach Berlin wurden außer Betrieb genommen. Mehrere kleinere Einheiten und Dienststellen wurden in den folgenden Jahren aufgelöst oder verlegt; auch die Luftwaffe zog sich ganz vom Fliegerhorst zurück.
Einziger am Standort Celle verbliebener fliegender Verband war das Heeresfliegerregiment 16, ausgerüstet mit Panzerabwehrhubschraubern vom Typ Bölkow Bo-105 (PAH 1A1).
2002/2003 ist im Rahmen der Umstrukturierung der Bundeswehr und der Vorbereitung auf die Einführung der neuen Hubschraubertypen NH-90 und Eurocopter Tiger das Heeresfliegerregiment 16 aufgelöst worden. Teile der Heeresfliegerwaffenschule zogen auf dem Flugplatz ein. Zur gleichen Zeit wurden in Celle wieder kleinere, selbstständige Hubschraubereinheiten aufgestellt.
Mit der Aufnahme des Schulungsflugbetriebes wurde der Fliegerhorst Celle seit 2003 wieder instrumentenanflugfähig und das 1981 von Celle weg verlegte Hubschraubermuster Bell UH-1D hielt – zusätzlich zur weiterhin eingesetzten Bölkow Bo-105 – erneut Einzug auf dem Flugplatz.
Mit der Umstellung auf den neuen Transporthubschrauber NH90 benötigte die Heeresfliegertruppe keine weiteren UH-1D-Piloten. Am 25. August 2010 wurde der Schulungsbetrieb des Heeresfliegerausbildungszentrum C in Wietzenbruch auf diesem Muster eingestellt und die letzten sieben am Standort verbliebenen UH-1D wurden nach Faßberg überführt, wo sie dem Transporthubschrauberregiment 10 angehörten. Weiterhin wurden sämtliche Bölkow Bo-105 der Bundeswehr in Celle zusammengezogen und von dort für Schulungszwecke und Verbindungsflüge genutzt.
Nach der Entscheidung zur Aufgabe der Bölkow Bo-105 als fliegendes Waffensystem wurde das Ausbildungszentrum C in „Internationales Hubschrauberausbildungszentrum TE 900 Celle Restflugbetrieb Bo-105“ umbenannt und nahm die ebenfalls aufgelösten selbstständigen Einheiten Heeresfliegerverbindungs- und Aufklärungsstaffel 100 sowie Heeresfliegerinstandsetzungsstaffel 100 auf. Dieses zur Abwicklung des Flugbetriebs errichtete Konstrukt wurde mit Wirkung zum 30. Juni 2017 aufgelöst.
Am 13. Dezember 2016 fand der letzte Flug mit einer Formation aus 18 Hubschraubern dieses Typs statt. Damit sind am Flugplatz Celle keine fliegenden Waffensysteme stationiert.
Zum 1. Juli 2016 wurde das Ausbildungs- und Übungszentrum Luftbeweglichkeit in der Kaserne aufgestellt. Dieses betreibt den Flugplatz und unterstützt übende Verbände mit simulationsgestützten und real geflogenen Anteilen bei der Professionalisierung. Weiterhin steht der Flugplatz mit seiner Kapazität für Transportluftfahrzeuge bspw. für den Fallschirmsprungdienst der Luftlandebrigade 1 zur Verfügung.

#### Katastrophenhilfe

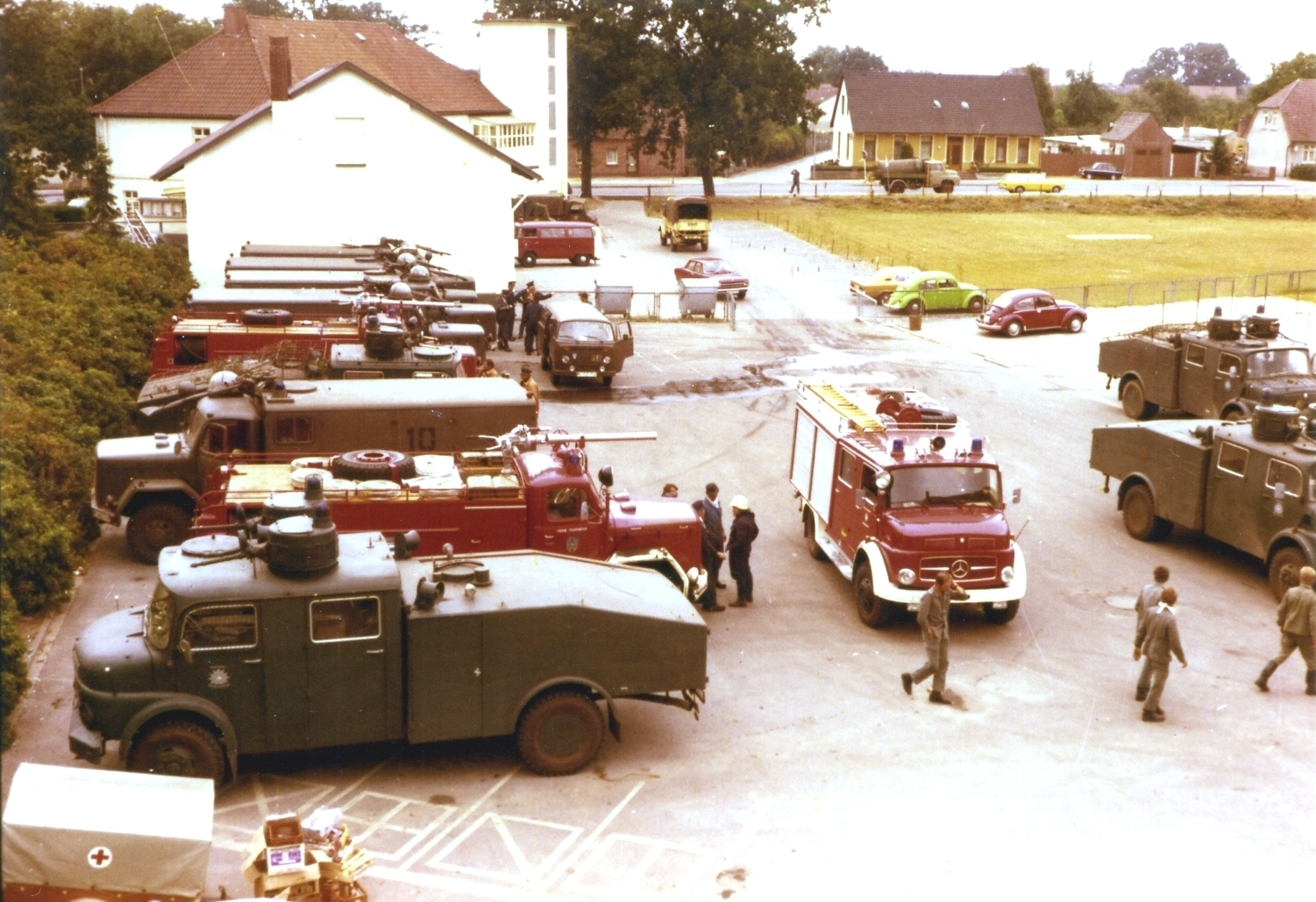
Flugplatz-Löschfahrzeuge der Bundeswehr, Löschzüge der freiwilligen Feuerwehr und Wasserwerfer (Wawe4000) der Bereitschaftspolizei Hannover sammeln sich 1975 in Eschede, während des Waldbrandes in der Lüneburger Heide

Nur bei erklärtem Verteidigungs- oder Katastrophenfall oder zur Amtshilfe dürfen Soldaten der Bundeswehr im Inland eingesetzt werden. Auf dem Flugplatz Celle stationierte Soldaten waren bisher sieben Mal im Rahmen der Katastrophenhilfe innerhalb Deutschlands tätig.
Während der Sturmflut im Februar 1962 starteten von Celle aus Evakuierungs- und Versorgungsflüge, überwiegend in das Hamburger Umland. Hierbei kamen vorrangig die Nord Noratlas des Lufttransportgeschwaders 63 sowie Alouette II der Heeresfliegerstaffel 7 zum Einsatz.
Beim Brand in der Lüneburger Heide im August 1975 setzte das Heeresfliegertransportregiment 10 den Hubschraubertyp Bell UH-1D mit „Smokeys“, unter die Hubschrauber gehängte Löschwasserbehälter, massiv zur Brandbekämpfung ein. Auch das bodengebundene Personal unterstützte die Brandabwehr mit den zur Verfügung stehenden Mitteln.
Im Laufe der Schneekatastrophe 1978/1979 zeichnete sich insbesondere die Flugsicherungskompanie Nord mit Radarunterstützung der Rettungsdienste während der katastrophalen Wetterlage aus.
Vornehmlich zur Sicherung der Deiche und für Verbindungs- und Überwachungsflüge während des Oderhochwasser 1997 wurden einzelne Soldaten und Hubschrauber des Heeresfliegerregimentes 16 in die Katastrophengebiete entsandt. Der reguläre Dienstbetrieb am Standort ist parallel fortgesetzt worden.
Beim ICE-Unfall von Eschede am 3. Juni 1998 war der Flugplatz Celle die zuständige Stelle für die Koordination des massiven Rettungs- und Bergungseinsatzes der Bundeswehr zu Lande und in der Luft. Zwei der verunglückten Waggons sowie die zugehörigen Teile der Bahntrasse und alle relevanten Drehgestelle wurden bis zum Abschluss der Untersuchungen über den Unfallhergang auf dem Fliegerhorst in der damals leeren Flugzeughalle V gelagert. Das gesamte Gebiet der Bundesrepublik Deutschland ist für den Katastrophenfall in Zuständigkeitsbereiche der Bundeswehr aufgeteilt. Bei örtlich begrenzten Fällen ist der jeweilige Standortälteste Ansprechpartner ziviler Behörden und Organisationen. Bei Bedarf kann jedoch Unterstützung aus anderen Bereichen angefordert werden. So waren für die Transporte Schwerstverletzter überwiegend Bell UH-1D des Flugplatzes Faßberg im Einsatz, obwohl dessen Zuständigkeitsbereich erst etwas nördlich der Unfallstelle beginnt.
Zur Unterstützung der Hilfeleistung der Bundeswehr während der Elbhochwasser 2002 und 2006 waren erneut Soldaten und Material aus Celle zur Unterstützung abgestellt. Wie bei der Oderflut zuvor wurde der Dienstbetrieb am Standort jedoch weiter fortgesetzt.

#### Sonstiges
Im Zeitraum vom September 2015 bis zum März 2016 wurde die Sporthalle und ein angrenzendes Gebäude in der Immelmann-Kaserne als Notunterkunft für geflüchtete Menschen genutzt. Dazu wurde ein Teil der Kaserne provisorisch herausgetrennt und ein Interimszugang in Richtung der Marienwerder Allee geschaffen. Nach wenigen Tagen übernahm das Deutsche Rote Kreuz den Weiterbetrieb der Notunterkunft von der Bundeswehr. Die Vorkehrungen wurden nach Ende der Nutzung vollständig zurückgebaut.

## Zwischenfälle
- Am 15. Februar 1949 verunglückte eine Douglas DC-4/C-54M der United States Air Force (USAF) (Luftfahrzeugkennzeichen 44-9062) nach einem Triebwerksausfall bei der Landung auf dem Militärflugplatz Celle. Nach einem anderen Bericht ereignete sich der Unfall etwa 10 Meilen (16 Kilometer) nördlich davon. Das Flugzeug wurde irreparabel beschädigt. Alle drei Besatzungsmitglieder überlebten den Unfall.[42]

- Am 26. Mai 1949 kam es mit einer Douglas DC-4/C-54D-15-DC der United States Air Force (USAF) (43-17230) auf dem Militärflugplatz Celle zu einer Bruchlandung. Das Flugzeug wurde irreparabel beschädigt. Alle Insassen überlebten den Unfall.[43]

## Flugplatzmerkmale

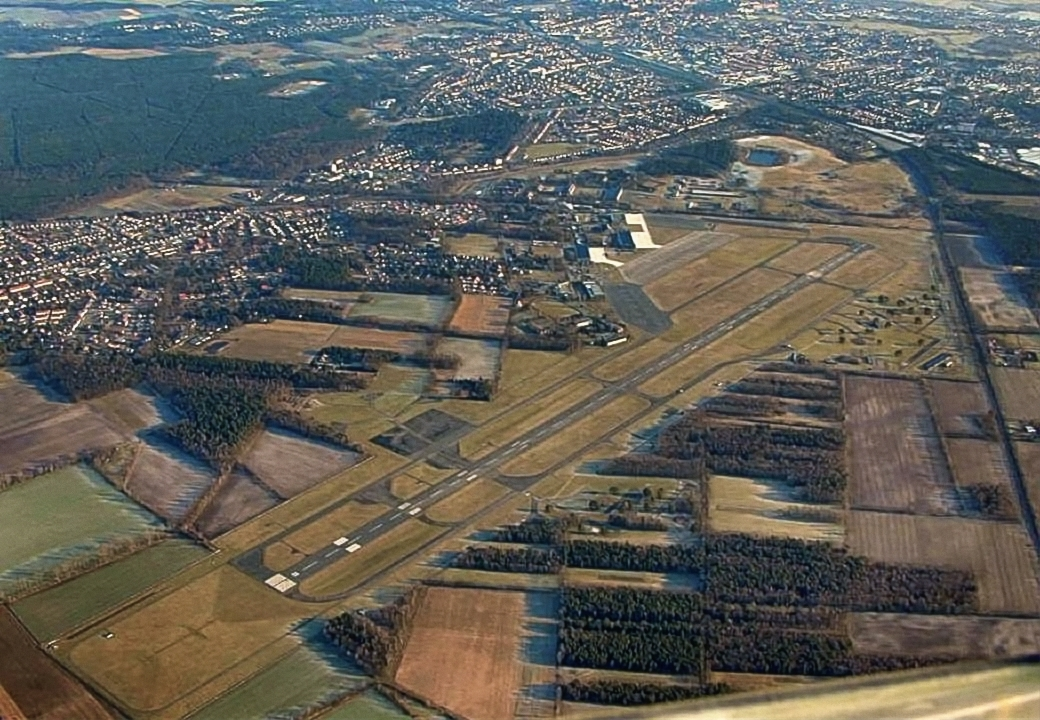
Flugplatz Celle, 2001

Der Flugplatz Celle ist ein kontrollierter Militärflugplatz, an dem Sicht- und Instrumentenflug zugelassen sind.
Die überwiegende Zahl der heute noch genutzten Gebäude wurde vor 1940 errichtet. Nur wenige wesentliche Neubauten erfolgten nach der Übernahme des Fliegerhorstes durch deutsche Heeresflieger, beispielsweise das Anflugkontrollgebäude (Tower mit Approach) sowie zusätzliche Unterkünfte im nördlichen Kasernenbereich. Markanteste Änderungen der Infrastruktur waren die Erweiterung des Flugplatzgeländes nach Westen in Verbindung mit einer Verlängerung der Start- und Landebahn zur Berliner Luftbrücke 1948 und nochmals Ende der 1960er, sowie 1994 die Verlegung des Fuhsekanales nach Osten aus der Kaserne heraus. Dieser führte ursprünglich direkt am Flugfeld entlang durch die Kaserne.
Mehrere Gebäude des Flugplatzes mussten im Laufe der Jahre wegen Baufälligkeit oder aus Gründen des Umweltschutzes abgerissen werden, unter anderen die sogenannte „Berlin-Küche“ (Küche und Speisesaal aus der Zeit der Berliner Luftbrücke), das Fliegerhorst-Kino, das Schwimmbad sowie eine Tankanlage. Andere wurden und werden nach und nach – teils mehrfach – saniert und umgebaut. Manche sind in ihrer Funktion vollständig oder teilweise geändert. So wird die ehemalige Reithalle heute als Sporthalle genutzt.
Aus Kostengründen stimmte die Bundeswehr im Jahr 2005 der Stilllegung des zuletzt von den Osthannoverschen Eisenbahnen bedienten Gleisanschlusses zu. Der Nachschub an Kerosin wird seitdem über Tankwagen sichergestellt. Bereits ein Jahr später begann der Rückbau der Gleise vom Celler Bahnhof nach Wietzenbruch, dem bis dahin letzten Rest der ehemaligen Allertalbahn.

### Organisation
Die gesamte Anlage ist militärischer Sicherheitsbereich, vollständig von einem Kasernenzaun umschlossen und somit für die Öffentlichkeit nicht zugänglich. Organisatorisch besteht eine interne Trennung zwischen Kasernen- und Flugbetriebsbereich.
Zutrittsberechtigt zum Kasernenbereich sind grundsätzlich alle Angehörigen der Bundeswehr und verbündeter Streitkräfte. In diesem Teil sind die Verwaltungs-, Betreuungs-, Sport- und Sanitätseinrichtungen sowie die Unterkünfte gelegen. Zusätzlich existiert am Standort noch ein Offizierheim.
Der Flugbetriebsbereich ist nochmals speziell eingezäunt und umfasst das Flugfeld, die Flugzeughallen und Abstellflächen für Luftfahrzeuge sowie die Einrichtungen zum Betreiben des Flugplatzes, beispielsweise Radaranlagen, Tower und Tanklager. Der Zugang zum Flugbetriebsbereich wird – ähnlich einem zivilen Verkehrsflughafen – grundsätzlich nur Personen gestattet, die in diesem Bereich ihre Arbeitsstätte haben oder als Luftfahrzeugbesatzung beziehungsweise Passagier zwingend das Flugfeld betreten müssen.

### Landeflächen

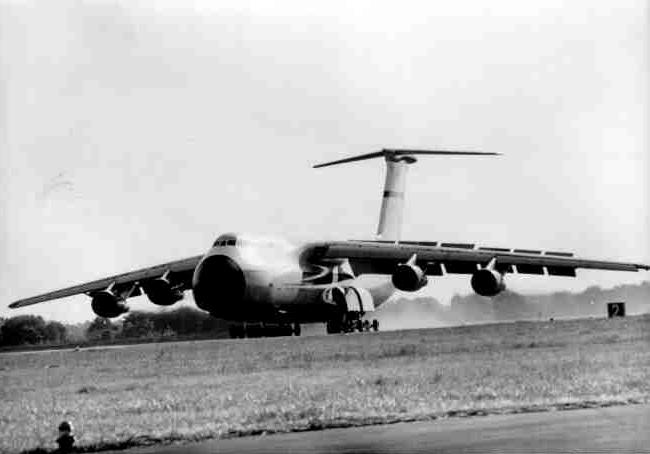
Eine Lockheed C-5 Galaxy bei der Landung auf dem Flugplatz Celle, 3. August 1972

Die Dimensionen der Piste mit 1831 Metern Länge und 45 Metern Breite bei zusätzlich 303 Metern Überrollstrecke im Osten (gesamte asphaltierte und nutzbare Länge 2134 Meter) erlauben grundsätzlich Starts und Landungen nahezu aller gängigen Luftfahrzeuge. Als bisher größtes Flugzeug landete 1972 eine Lockheed C-5 Galaxy in Celle, um einen Materialtransport durchzuführen.
Entsprechend der überwiegenden Nutzung als Ausbildungs- und Übungsflugplatz der Bundeswehr unter anderem für Hubschrauberpiloten stehen parallel zur befestigten Start- und Landebahn verschiedene Graslandeflächen zur Verfügung. In diesen jeweils 30 bis 50 Meter breiten und zwischen 50 und 350 Meter langen Grasstreifen können Punktlandungen sowie Autorotationen und andere Hubschrauber-Notverfahren geübt werden.
Um die Lärmbelastung für die über Jahrzehnte an den Flugplatz herangewachsene Stadt möglichst gering zu halten und die Kapazität insgesamt besser auslasten zu können, wird zusätzlich ein Hubschrauberübungs- und Absetzgelände in Scheuen, nordostwärts der Stadt Celle, betrieben. Dort können, etwas abseits von bebautem Gebiet auf einem Standortübungsplatz, ebenfalls Landeübungen mit Hubschraubern sowie Absetzübungen von Luftlandetruppen aus Hubschraubern und Transportluftfahrzeugen durchgeführt werden.
Der Flugplatz verfügt nicht über Hakenfanganlagen oder andere Sicherungseinrichtungen für strahlgetriebene Luftfahrzeuge und wird daher nur im Ausnahmefall von Kampfflugzeugen angeflogen.

### Infrastruktur
Zum Abstellen, Warten und Instandsetzen von Luftfahrzeugen stehen insgesamt fünf Flugzeughallen zur Verfügung, eine davon ist als Werft ausgelegt. Jede der Hallen kann dabei je nach Typ bis zu 24 Hubschrauber fassen. Die Abstellflächen im Freien vor den Hallen bieten Platz für rund 40 Luftfahrzeuge unterschiedlicher Größen. Weitere Standflächen bieten die Nord-, die Südwest- und die Südostspinne. Diese Abstellflächen sind aufgelockert spinnenförmig angeordnet und teilweise durch Bepflanzung gedeckt, wie zur Zeit des Kalten Krieges üblich. Diese werden überwiegend nicht mehr fliegerisch genutzt, stehen jedoch begrenzt für Übungen platzfremder Einheiten zur Verfügung.
Kerosin (F-34), mit dem fast alle Militär- und die meisten zivilen Luftfahrzeuge fliegen, wird bereitgehalten. Kraftstoffe wie AvGas, MoGas und Dieselkraftstoff, die überwiegend für Sportflugzeuge genutzt werden, stehen nicht zur Verfügung. Das Betanken erfolgt über Tankfahrzeuge. Die früher zusätzlich betriebene Unterflur-Tankanlage dient nur noch als Kerosinlager.

### Luftraum
Der Flugplatz wird umgeben von einer Kontrollzone der Luftraumklasse „D“, die jedoch nur bei Öffnung des Flugplatzes aktiv ist. Der Luftraum im Zuständigkeitsbereich der Anflugkontrollstelle ist als „E“ mit 1000 Fuß Untergrenze klassifiziert.

### Navigationshilfen
Der Flugplatz verfügt über ein ungerichtetes Funkfeuer (Frequenz: 311 kHz, Kennung: CEL). Dieses wird für An- und Abflugverfahren des Flugplatzes Celle, aber auch von der zivilen Deutschen Flugsicherung als An- und Abflughilfe für die Flughäfen Hannover und Braunschweig-Wolfsburg verwendet sowie in der Funknavigation als Wegpunkt zweier Luftstraßen. Weiterhin ist der Platz mit einem Präzisionsanflugradar (PAR-80) und einem Flughafen-Rundsichtradar ausgestattet. Die bis Ende des Jahres 2017 genutzte ASR-910 wird derzeit durch das Nachfolgesystem ASR-S umgerüstet.

### Dienste
Auf dem Flugplatz sind eine Flugberatung, eine Außenstelle des Geoinformationsdienstes der Bundeswehr (Wetterberatungsstelle) und eine eigene Feuerwache stationiert. Somit werden alle notwendigen Dienste für den nationalen und internationalen Flugverkehr verfügbar gehalten. Der Flugplatz Celle ist „Airport of Entry“ (Zollflughafen) und darf somit direkt aus dem nicht-europäischen Ausland angeflogen werden.

## Nutzung

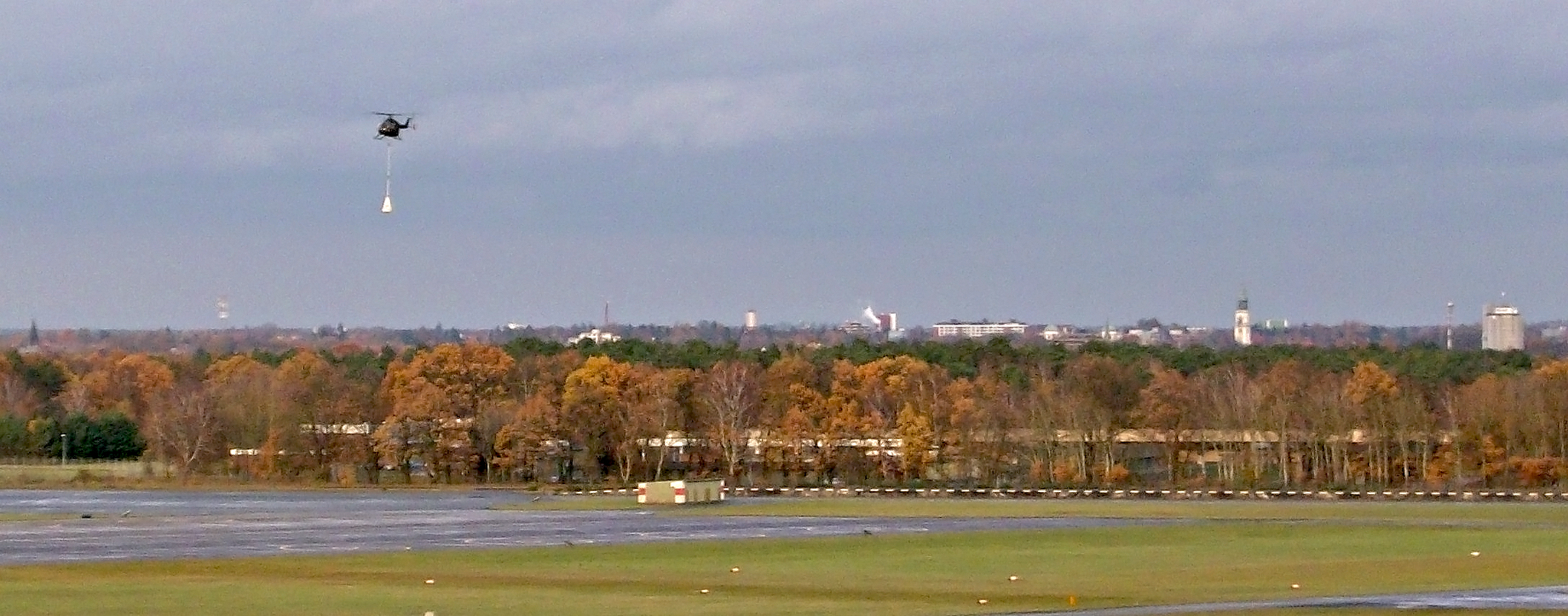
Eine Bölkow Bo-105 mit Außenlast über dem Flugplatz Celle, 2008. Im Hintergrund die Skyline von Celle. U.a. das Fliegen mit Außenlast, beispielsweise zum Transport von Sandsäcken zur Deichsicherung, wird Piloten in Celle vermittelt.

Der Fliegerhorst steht als militärischer Flugplatz während seiner Öffnungszeiten grundsätzlich für alle Luftfahrzeuge der Bundeswehr, der Polizei und Bundespolizei, sowie der NATO-Mitgliedsstaaten zur Verfügung. Aus Gründen des Lärmschutzes für die Zivilbevölkerung sowie um den eigenen Ausbildungsflugbetrieb nicht unnötig zu stören, wird dies durch eine sogenannte „PPR“–Regelung eingeschränkt; das bedeutet eine Genehmigung zum Anflug auf Celle ist vor Antritt des Fluges einzuholen.
Starts und Landungen ziviler Maschinen bedürfen einer vorherigen schriftlichen Anfrage und Genehmigung oder müssen durch einen Mitbenutzungsvertrag abgedeckt sein. Lediglich Luftnotlagen sind ausgenommen.
Zusätzlich zu den Einheiten, die den Flugplatz fliegerisch nutzen oder den Flugbetrieb unterstützen, sind auf dem Flugplatz Celle Einheiten und Dienststellen untergebracht, die lediglich auf die militärische Infrastruktur zurückgreifen. Diese Nutzer sind dabei von der Verwendung der Liegenschaft als Fliegerhorst unabhängig. Sie befinden sich aus organisatorischen, historischen oder Kapazitätsgründen mit in der Immelmann-Kaserne.
Auftrag und Aufgaben aller auf dem Flugplatz Celle stationierten Einheiten leitet sich aus den Vorgaben des Weißbuch 2006 ab. Neben individuellem Auftrag und Aufgaben ist allen auf dem Flugplatz Celle stationierten Einheiten gemeinsam, dass sie jederzeit im Rahmen der Amts- und Katastrophenhilfe zum Schutz und zur Rettung der Bevölkerung Deutschlands zur Verfügung stehen sowie zivile Behörden und Dienststellen, beispielsweise die Polizei, unterstützen.

### Einheiten mit fliegerischem Auftrag
Es sind keine Einheiten mit eigenen Luftfahrzeugen auf dem Flugplatz Celle stationiert.

### Einheiten mit flugunterstützendem Auftrag

#### Ausbildungs- und Übungszentrum Luftbeweglichkeit
Das Ausbildungs- und Übungszentrum Luftbeweglichkeit betreibt den Flugplatz Celle und stellt übenden Einheiten die infrastrukturellen Möglichkeiten für simulatorgestützte wie auch real durchgeführte Übungen mit fliegerischen Anteilen zur Verfügung.

#### Geoinformationsberatungsstelle Celle
Die Aufgaben der Geoinformationsberatungsstelle umfassen den Flugwetterdienst generell für den regionalen Bereich sowie bei Einsatzflügen für die gesamte Flugstrecke – bei Bedarf weltweit.
Rund um die Uhr werden Wetterbeobachtungen durchgeführt, selbst wenn der Flugplatz an sich geschlossen ist. Die Daten werden in ein weltumspannendes Fernmeldesystem für Wetterdaten eingesteuert und das sich ergebende Bild vor Ort ausgewertet.
Bei sich entwickelnden regionalen Unwettern gibt die Beratungsstelle Warnungen und Informationen, insbesondere an die Luftfahrzeugbesatzungen, heraus.

#### Bundesfeuerwehr Celle
Die Bundeswehrfeuerwehr stellt den Brandschutz und die Technische Hilfeleistung auf dem Fliegerhorst sicher. Sie ist rund um die Uhr im Dienst, selbst wenn der Flugplatz an sich geschlossen ist. Bei einem Flugunfall oder einer Luftnotlage ist sie für die Erstmaßnahmen sowohl auf dem Flugplatzgelände als auch im Nahbereich zuständig.
Zusätzlich stellt die Einheit bei Bedarf den Brandschutz auf dem Hubschrauberübungsgelände Scheuen sicher.

#### Sanitätsversorgungszentrum Celle
Um die unentgeltliche truppenärztliche Versorgung der Soldaten sicherzustellen, ist auf dem Flugplatz ein Sanitätsversorgungszentrum als Außenstelle der Sanitätsstaffel Einsatz Munster mit mehreren Praktischen- sowie Fachärzten und Zahnärzten untergebracht. Unterstützt wird diese Komponente von speziell ausgebildeten Fliegerärzten, die von den flugunterstützenden Einheiten gestellt werden.
Bei Zwischenfällen im Flugverkehr während der regulären Dienstzeiten stellen die Fliegerärzte gemeinsam mit der Feuerwehr die Erstversorgung Verletzter sicher.

#### Standortservice
Aufgrund der im Grundgesetz vorgeschriebenen Trennung zwischen militärischem Auftrag und ziviler Wehrverwaltung unterhält die Bundeswehr auf dem Gelände des Fliegerhorstes Außenstellen ziviler Dienstleistungszentren, den sogenannten Standortservice. Diese stellen den technischen Betrieb der Anlagen sowie die Pflege und Verwaltung des Geländes mitsamt allen Gebäuden und Einrichtungen sicher und stellt diese den militärischen Nutzern zur Verfügung.
Zuständig für den Standort Celle ist das Bundeswehr-Dienstleistungszentrum Hannover.

#### Militärseelsorge
Für die Durchführung der Militärseelsorge auf dem Fliegerhorst befindet sich eine vom evangelischen und katholischen Standortpfarrer ökumenisch genutzte Kapelle auf dem Gelände, in der monatlich Gottesdienste durchgeführt werden. Der ständige Dienstsitz der zuständigen Militärgeistlichen ist Hannover. Sie sind Teil des „psychosozialen Netzwerks der Hilfe“. Das Netzwerk bestehend aus den Fliegerärzten, den Standortpfarrern und anderen sozialen Einrichtungen der Bundeswehr. Es betreut hilfesuchende Soldaten bei privaten sowie dienstlichen Problemen und betreut Betroffene, deren Angehörige und eingesetzte Rettungskräfte bei einem Flugunfall oder Zwischenfall.
Einrichtungen anderer Glaubensgemeinschaften sind nicht vorhanden.

### Einheiten ohne fliegerischen Bezug

#### Unteroffizierschule des Heeres
Die Unteroffizierschule des Heeres, Lehrgruppe D (ehemals das Feldwebel-/Unteroffizieranwärterbataillon 2, aufgelöst am 22. September 2022) führt die Laufbahnlehrgänge für künftige Unteroffiziere und Feldwebel des Uniformträgerbereichs Heer durch.

#### Standortältester Celle
Der Standortälteste Celle repräsentiert den Flugplatz Celle und weitere militärische Liegenschaften um Celle nach außen, vor allem gegenüber der Stadt sowie dem Landkreis Celle und der örtlichen Presse. Er ist Ansprechpartner für zivile Dienststellen und Behörden, insbesondere bei der Koordinierung der Amts und Katastrophenhilfe durch die Bundeswehr. Der Standortälteste übt Dienstaufsicht über alle Einheiten des Standortes aus und regelt Angelegenheiten von gemeinsamem Belang, beispielsweise die Nutzungszeiten für den Standortübungsplatz Scheuen und die Standortschießanlage.

#### Feldwebel für Reservistenangelegenheiten
Diese Kleindienststelle ist Verbindungselement zu den in den Landkreisen Celle und Heidekreis wohnenden Reservisten der Bundeswehr. Zum Aufgabenbereich gehören Weiterbildungs- und Informationsveranstaltungen für ehemalige Soldaten sowie organisatorische Unterstützung bei Reserveübungen. Dabei arbeitet der Feldwebel für Reservistenangelegenheiten eng mit dem Verband der Reservisten der Deutschen Bundeswehr (VdRBw) zusammen.
Der Feldwebel für Reservistenangelegenheiten untersteht dem Landeskommando Niedersachsen.

#### Verband der Reservisten der Deutschen Bundeswehr
Der Verband der Reservisten der Deutschen Bundeswehr ist ein staatlich geförderter Verein, der im Auftrag und mit finanzieller Unterstützung des Deutschen Bundestages die Reservistenarbeit übernimmt.
Die Kreisgeschäftsstelle Celle ist dabei in Zusammenarbeit mit dem Feldwebel für Reservistenangelegenheiten zuständig für die Betreuung der Mitglieder im Landkreis Celle. Sie führt regelmäßige Veranstaltungen durch und informiert ihre Mitglieder durch eine halbjährlich erscheinende Rundschrift.

### Zivile Nutzung
Bis in die 1980er Jahre nutzten vornehmlich Angehörige der europäischen Adelshäuser, insbesondere des englischen, sowie weitere Personen des öffentlichen Lebens die Möglichkeit, auf den für Journalisten und Fotografen unzugänglichen Militärflugplätzen zu landen. Bekannteste Gäste auf dem Fliegerhorst Celle waren die niederländische Prinzessin Beatrix 1965, Elizabeth Bowes-Lyon („Queen Mum“) 1965 und 1984, Elisabeth II. (Königin des Vereinigten Königreichs von Großbritannien und Nordirland) 1967, 1984 und 2015 sowie Prinz Charles mit Diana 1987.
Weiterhin wurde der Flugplatz Celle gelegentlich genutzt, um Truppenbesuche britischer Adeliger bei den in der Region stationierten britischen Streitkräften abzuhalten, sowie die traditionellen, seit Sophie Dorothea von Braunschweig-Lüneburg bestehenden Verbindungen zwischen dem Hause Windsor und der Herzogstadt Celle zu pflegen.
Mit der vermehrten Auflösung oder Verlegung britischer Verbände aus Deutschland sank diese Bedeutung jedoch seit den 1990ern.
Ein Anfang der 1990er gestarteter Vorstoß Celler Politiker, den Flugplatz für eine generelle zivile Mitnutzung auszubauen, wurde wegen der aller Voraussicht nach fehlenden Wirtschaftlichkeit – insbesondere aufgrund der Nähe zum Flughafen Hannover-Langenhagen – nicht weiter verfolgt. Eine erneute Untersuchung zehn Jahre später scheiterte am Widerstand der Bundeswehr gegen eine solche Mitnutzung.
Bei lokalen Großveranstaltungen, wie beispielsweise dem Celler Trialog, oder zu offiziellen Anlässen in der Region wird der Flugplatz Celle durch hochrangige, überwiegend nationale, Militärs und Politiker, vereinzelt und nach vorheriger individueller Genehmigung von anderen Persönlichkeiten für Landungen und Abflüge genutzt.

## Bedeutung und Entwicklung

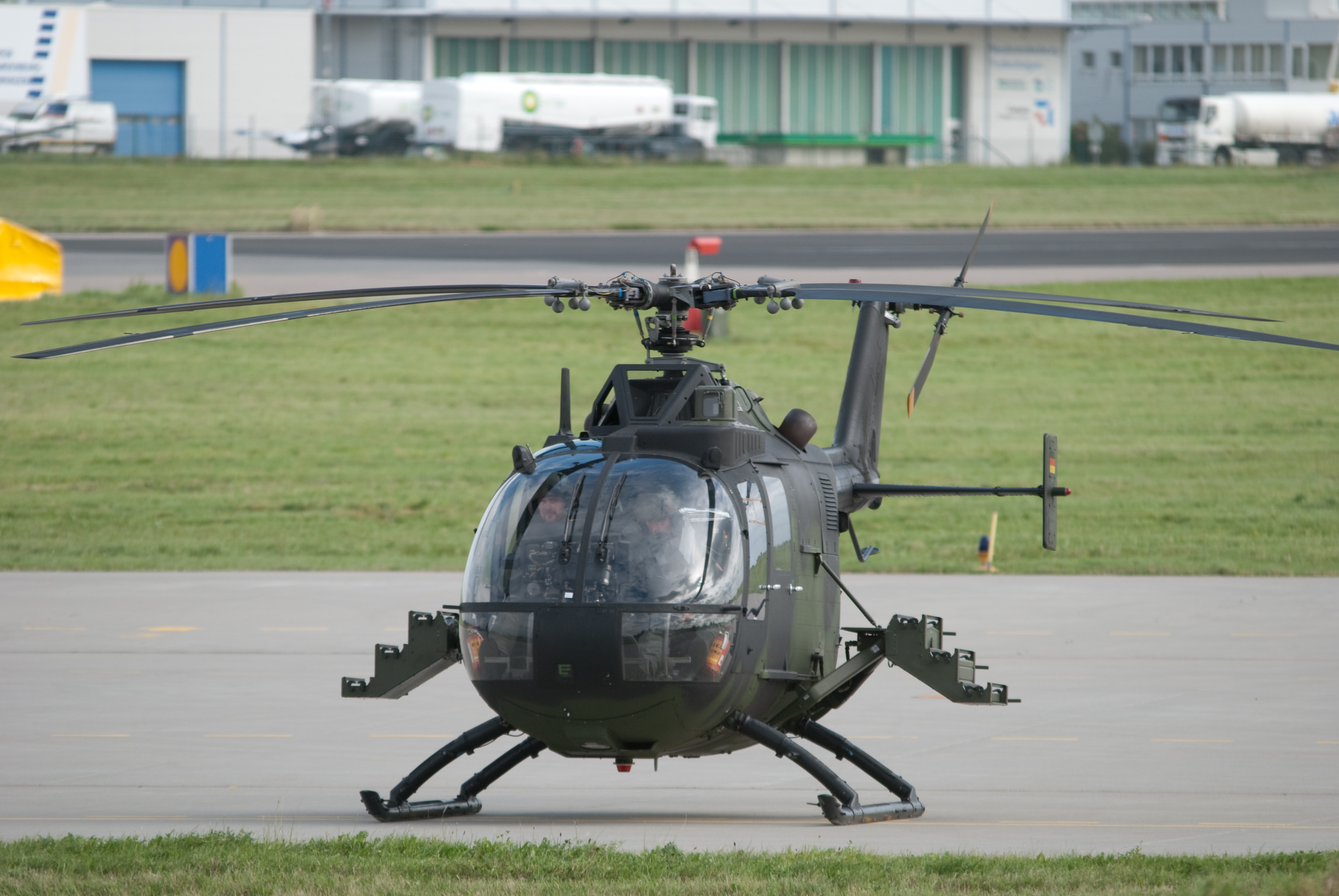
Die Bölkow Bo-105 PAH 1 war der hauptsächlich verwendete Einsatz- und Schulungshubschrauber auf dem Flugplatz Celle

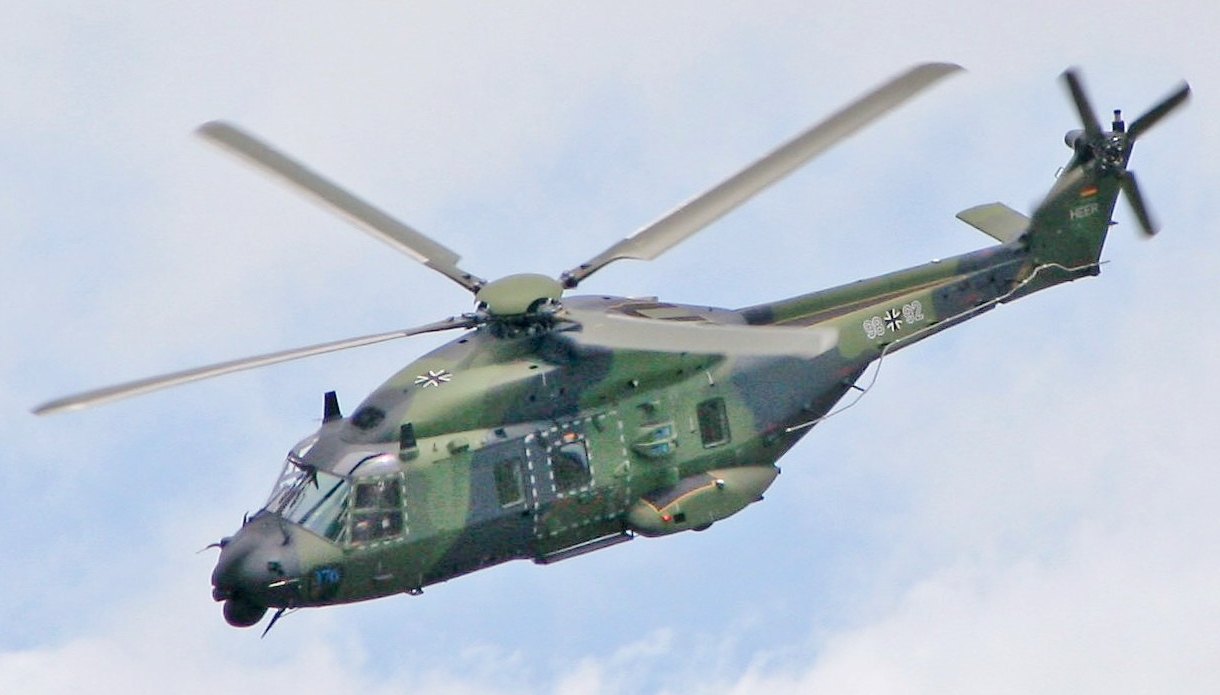
Der NATO-Helikopter 90 (NH-90) soll künftig leistungsfähiger, moderner und leiser seine Dienste verrichten und damit die Bell UH-1D vollständig ablösen

Der Flugplatz Celle tritt überörtlich außerhalb der internen Medien der deutschen Heeresflieger nur sehr selten in Erscheinung. Er ist, anders als beispielsweise die Ramstein Air Base, kein nationaler Begriff für einen Militärflugplatz. Ziviler Flugverkehr findet auf dem Fliegerhorst grundsätzlich nicht statt.

### Wirtschaftliche Bedeutung
Der Flugplatz Celle stellt für die strukturschwache Region Celle einen starken Wirtschaftsfaktor dar. Pro Jahr werden etwa 5 Millionen Euro für Baumaßnahmen und Bauunterhalt sowie etwa 2,5 Millionen Euro für die Bewirtschaftung und den Betrieb ausgegeben (Stand 2008). In der Kaserne sind über 800 Soldaten, Beamte und zivile Arbeitnehmer beschäftigt.

### Militärische Bedeutung
Nahezu jeder jüngere Hubschrauberpilot der Bundeswehr hat bis zum Jahr 2016 zumindest Teile seiner Ausbildung in Celle absolviert.
Der dem Flugplatz Celle zugeordnete Luftraum stellt in der Luftfahrt einen Verbund der militärischen Flugplätze Bückeburg, Wunstorf, Celle und Faßberg (von Südwest nach Nordost) dar. Dies ermöglicht militärischen Flugverkehr von- und zueinander unter ausschließlich militärischer Kontrolle.
Die Nähe zu den Truppenübungsplätzen Bergen und Munster macht Celle zum Ausgangs- und Basispunkt nationaler und internationaler Übungen mit Beteiligung von Luftfahrzeugen.

### Zukünftige Entwicklung
Aus Kostengründen und zum Schutz der Bevölkerung vor Lärm geht die Entwicklung mehr und mehr hin zur Ausbildung im Simulator. Nur noch die absolut notwendigen Ausbildungsinhalte, die nicht simuliert geflogen werden können oder dürfen, werden noch im realen Flugbetrieb vermittelt. Bis Ende 2012 möchte die Bundeswehr die Heeresfliegerverbände auf die neu beschafften Muster NH-90 und Tiger umstellen. So wurde im September 2010 die Ausbildung auf der Bell UH-1D vollständig eingestellt, die verbliebenen Maschinen an den Flugplatz Faßberg abgegeben, wo sie bis zur Einführung des NH-90 weiter geflogen wurden. Die Bölkow Bo-105 wurde zum Ende des Jahres 2016 komplett aus dem Dienst der Bundeswehr genommen.
Künftig sollen Übung und Training vermehrt teilweise oder vollständig simuliert werden. Dazu wurden auf dem Flugplatz Celle durch das Ausbildungs- und Übungszentrum Luftbeweglichkeit Simulationseinrichtungen geschaffen, in welchen infanteristische und fliegerische Zusammenarbeit dargestellt werden können. Weiterhin soll es möglich werden, dass die real durchzuführenden Anteile in die Simulation eingebunden werden.
Dadurch soll erreicht werden, dass bei geringeren Kosten und Aufwand eine größere Anzahl Soldaten regelmäßiger trainieren und üben kann. Der Flugplatz wird dabei als Basis für die fliegerischen Anteile genutzt, jedoch findet ein wesentlicher Anteil der fliegerischen Vorhaben simuliert und daher für die umgebende Wohnbevölkerung nicht wahrnehmbar statt.

## Kritik

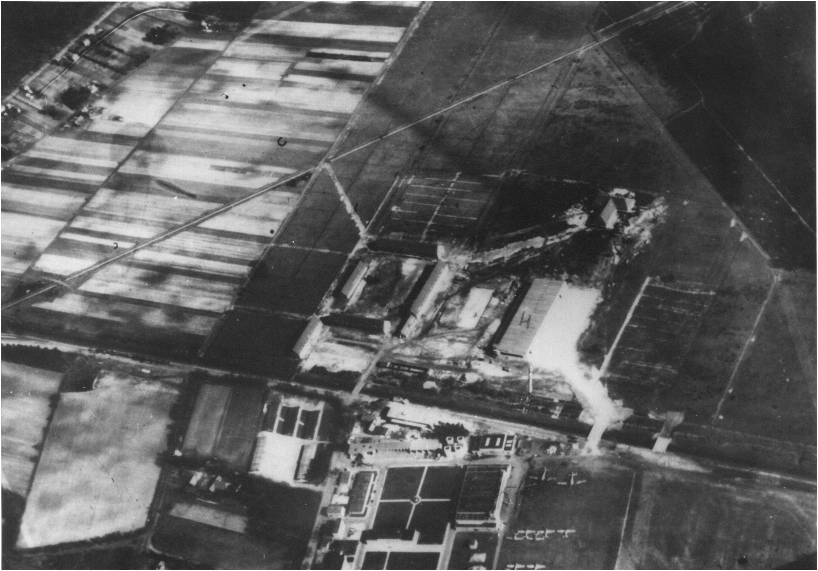
Blickrichtung vom Fliegerhorst Celle-Wietzenbruch auf die ostwärts gelegenen Äcker, 1936. Heute liegen dort die vom Fluglärm betroffenen Stadtteile Heese und Westercelle. Von links nach rechts der Fuhsekanal, von links nach rechts oben die ehemalige Allertalbahn, heute etwa die Straße „Krähenberg“

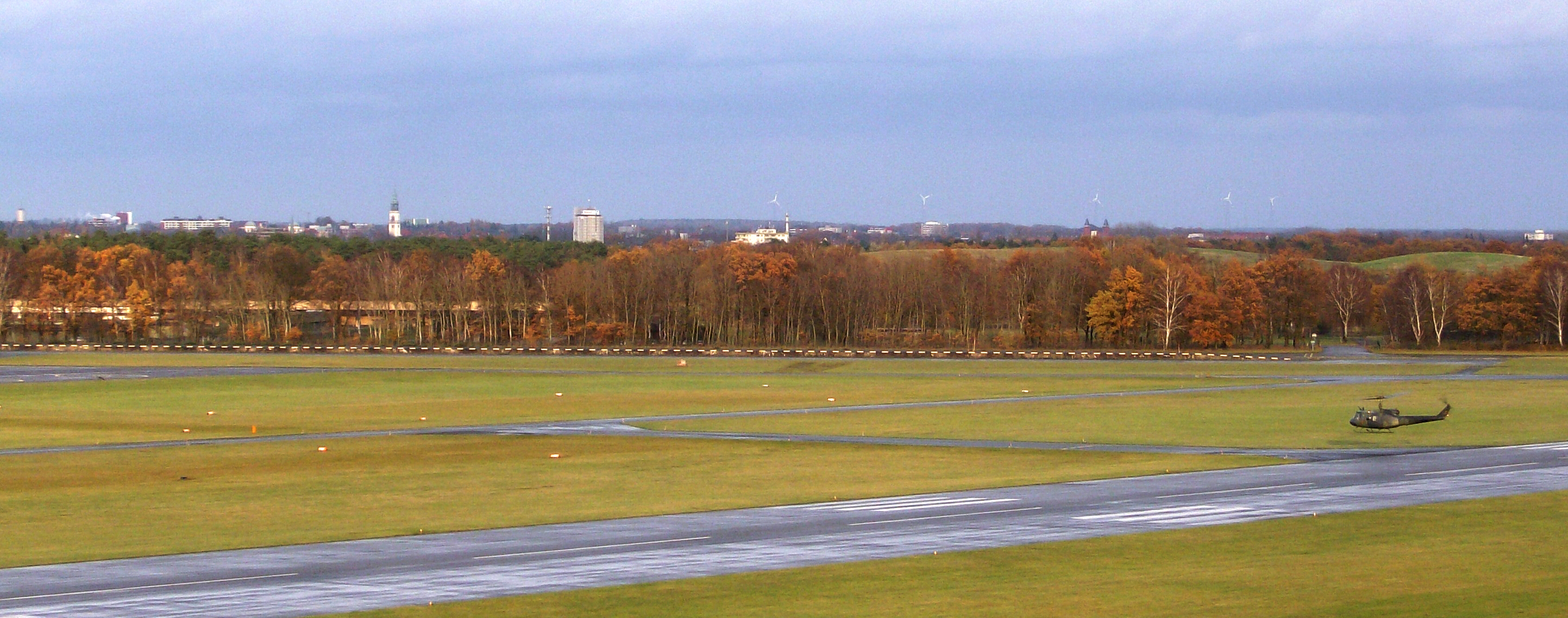
Eine Bell UH-1D verlässt die Piste auf dem Flugplatz Celle, 2008. Im Hintergrund die Stadt. Hubschrauber dieses Typs sorgten mit ihrem charakteristischen, lauten Rotorgeräusch immer wieder für Fluglärmbeschwerden.

Wie bei vielen anderen militärischen Flugplätzen sind am Flugplatz Celle die umliegenden Ortschaften im Laufe der Zeit immer näher an den 1933 abseits größerer Wohnbebauung und unter anderen Vorzeichen entstandenen Fliegerhorst herangewachsen. Diese Entwicklung führte zu einem Konflikt zwischen den fliegerischen Nutzern des Geländes und den vom Fluglärm betroffenen Anwohnern.

### Entwicklung der Fluglärmkritik
Erste Fluglärmbeschwerden sind bereits seit Übernahme des Flugplatzes durch deutsche Heeresflieger zu verzeichnen. Einen vorläufigen Höhepunkt erfuhr der Widerstand aus der Bevölkerung, als in den 1960ern Überlegungen bekannt wurden, den Fliegerhorst mit einer zweiten, in Nordwest-Südost-Richtung verlaufenden Start- und Landebahn auszustatten sowie ein Jagdgeschwader zu stationieren. Anwohner, vornehmlich aus Wietzenbruch, gründeten die „Schutzgemeinschaft gegen Gefahren und Lärm des Flugbetriebes vom Flugplatz Wietzenbruch e. V.“ Der Verein reichte eine Petition beim Deutschen Bundestag ein mit dem Ziel, den Ausbau und die Stationierung zu verhindern. Dabei wurde vor allem auf den zu erwarteten Anstieg des Fluglärms verwiesen.
Die Planungen waren zwischenzeitlich bereits aufgegeben worden. Nachdem das Bundesministerium der Verteidigung bestätigte, dass in Celle künftig ausschließlich Hubschrauber stationiert werden sollen, löste sich die Gemeinschaft wieder auf.
Der Fluglärm blieb über die folgenden Jahre dennoch weiterhin in den örtlichen Medien präsent.
Nach der deutschen Wiedervereinigung blieb für viele Jahre nur das Heeresfliegerregiment 16 mit Bölkow Bo-105 als einziger fliegerischer Verband in Celle stationiert. Die Auflösung dieses Regiments im Jahr 2003, der Einzug des Ausbildungszentrums für Hubschrauberpiloten und die damit einhergehende signifikante Steigerung der Flugbewegungen nach über zehn Jahren relativ ruhigem Flugbetrieb, rückte den Flugplatz weiter in das Zentrum kritischer Betrachtungen. Die erneute Stationierung des Hubschraubertyps Bell UH-1D vom Frühjahr 2005 bis zum Sommer 2010 rief zusätzliche Proteste aus der umliegenden Bevölkerung hervor, da das Rotorgeräusch dieses Drehflüglers (im Volksmund auch „Teppichklopfer“ genannt) im Vergleich zur Bölkow Bo-105 als besonders laut wahrgenommen wird. Vor allem Anwohner, die in den „ruhigen“ Jahren Immobilien gebaut oder gekauft hatten, sind von der neuen, unerwarteten Intensität des Flugverkehrs überrascht worden.

### Heutige Situation
In den angrenzenden Stadtteilen Wietzenbruch direkt nördlich und Heese nordöstlich des Flugplatzes sowie Westercelle und Altencelle im An- und Abflugsektor der Piste 26 werden seit Ende der 1980er-Jahre Neubaugebiete ausgewiesen. Zeitgleich werden zunehmend Gesetze zum Schutz der Bevölkerung vor Fluglärm erlassen.
Bauherren und Kaufinteressenten werden zwar über entsprechende Hinweise vor dem Erwerb und in den Grundbüchern auf die Existenz des nahegelegenen Militärflugplatzes hingewiesen, unterschätzen vielfach jedoch die tatsächliche Lärmimmission eines aktiven Fliegerhorstes. Insbesondere wenn Nachtflugausbildung stattfindet, wird der Fluglärm als stark störend empfunden. Regelmäßig wird in Ratssitzungen der Stadt Celle sowie umliegender Gemeinden der durch den Flugplatz bedingte Lärm thematisiert. Der Niedersächsische Landtag beschäftigte sich bei seiner Sitzung vom 28. August 2009 aufgrund einer Kleinen Anfrage aus der Fraktion der GRÜNEN ebenfalls mit dem Fluglärm am Standort Celle.
Seitens der Gegner des Flugplatzes werden die aktuellen Lärmschutzgesetze, das Recht auf Gesundheit sowie die tatsächlichen und vermeintlichen Gefahren durch den Flugbetrieb (beispielsweise mögliche Abstürze von Luftfahrzeugen in bebautes Gebiet) angeführt. Die Befürworter argumentieren, dass der Flugplatz bereits seit 1934 in Betrieb ist und die jetzigen Gegner im Wissen um seine Existenz und unter Mitnahme von Preisminderungen beim Grundstück- oder Hauskauf sowie einer niedrigeren Grundsteuer freiwillig in die vom Fluglärm betroffenen Gebiete gezogen seien. Weiterhin führen sie die wirtschaftliche Kraft des Fliegerhorstes sowie der dort Beschäftigten an. Die Kritiker mutmaßen jedoch, dass aufgrund des Ausbildungsbetriebes tatsächlich nur wenige Beschäftigte mit ihren Angehörigen in Celle und Umgebung wohnen. Statistische Daten zu Pendlern und Wohnbevölkerung liegen nicht vor, offizielle Fluglärmmessungen wurden bisher nicht vorgenommen.

### Reaktion der Bundeswehr
Die Einheiten vor Ort versuchen der Kritik mit Selbstbeschränkungen zu begegnen. So werden Platzrunden ausschließlich im Süden über weitgehend unbewohntem Gebiet geflogen, Übungsanflüge über Westercelle, so weit wie möglich, vermieden, die Mittagspause überwiegend flugfrei gehalten und in den An- und Abflugverfahren für den Platz der Überflug dicht besiedelter Gebiete verboten.
Dies entlastet zwar weite Teile der umliegenden Ortschaften, führt jedoch zu einer Kanalisierung des Flugverkehrs über den noch zulässigen Strecken und geht zu Lasten der Bewohner auf diesen angepassten Flugrouten.